# CS/LR3型狙击步枪
CS/LR3型狙击步枪（前称：5.8毫米高精度狙击步枪）是一款由中国兵器工业第208研究所所研制、长风机械（集团）总公司所生產的狙击步枪，发射5.8×42毫米中国口徑步枪子彈當中的高精度铜壳铅芯狙击彈藥。目前有少量獲解放军、武警和公安警察部队所采用，其中在军方被命名為QBU-141狙击步枪系统，发射DBU-141高精度狙擊弹药。

## 歷史
在2009年5月19日北京展览馆开幕的第三届中国国际警用装备及反恐技术装备展览会上，中国兵器工业第208研究所展出了5.8毫米口径的旋转后拉式枪机狙击步枪的原型枪。2011年6月，这枪通过了外贸定型，並正式命名为CS/LR3型狙击步枪。

## 设计特点
结构原理上，CS/LR3与CS/LR4基本相同，只是口径不同。原型枪采用迷彩涂装（於展览会上）或黑色造型（《轻兵器》杂志上公开的改进型及正式定型型号）的复合材料槍托，带有可调節式托腮板（高度調整）和槍托底板（英語：Buttplate），自由浮動式槍管。配用5.8×42毫米口徑步枪子彈的高精度铜壳铅芯狙击彈藥并且采用无损供弹机构技术。在機匣頂部整合了MIL-STD-1913戰術導軌以加装白光瞄准镜；而在枪托前方、枪管上方亦安装了MIL-STD-1913战术导轨，可在不拆卸白光瞄准镜的情況下即可在白光瞄准镜前串列安装微光夜视仪或其他战术导轨。使用10发弹匣，全枪重量為6公斤以下，寿命3,000发，故障率小于0.15%，有效射程800公尺（873.81码），精度远高于85式和88式狙击步枪，能夠在100公尺（109.36码）距离对乒乓球大小的目标达到90％以上的命中概率。其配件包括狙击步枪、5.8×42毫米狙击弹、白光瞄准镜、微光瞄准镜及手持式装表模块。迷彩涂装原型的槍管前端的枪口螺纹可用于装上消聲器令其成为「微声狙击步枪」，但不知为何黑色造型时却取消了枪口螺纹。

## 缺失
CS/LR3與CS/LR4都存在三種相同的突出問題：
- 拉送枪机顺畅度不足

采用手动（非自动）方式操作的CS/LR3與CS/LR4在每次发射一发子弹都要重新完成向后拉动枪机和送弹上膛的动作。由于其拉機柄较长，拉送时用力稍偏会导致枪机运动轨迹不在中心的情况，使用者越用力（不同心的力）拉送越是拉送不动，尤其在实施精瞄射击时，会改变以前已经固定好的瞄准线指向。
- 匣插口部分无反向限制装置

CS/LR3與CS/LR4在弹匣与步枪上的弹匣插口的连接部位上都没有反向限制装置，当需要将装有实弹的弹匣装上步枪的时候，如果使用者意外地将弹匣的前后进行了颠倒（子弹头朝向后方）却仍能装上步枪。如此一来，在出现错误的弹匣安装动作以后，装在弹匣内的子弹弹头是指向后方的。一旦使用者完成送弹上膛动作，就会出现上膛故障，贻误战机。
- 质量偏大

在“勇士”竞赛中参赛队员携带狙击步枪进行快速奔跑、攀爬、索降等比赛项目时，大大影响队员的水平发挥。

## 使用国
- 中华人民共和国：
  - 中國人民解放军（命名為QBU-141狙击步枪系统）
  - 北京巡特警总队

## 流行文化

### 电视剧
- 2013年—《我是特種兵之火鳳凰》（導演：劉猛）

### 电子游戏
- 2011年—《光荣使命》
- 2013年—：命名為「FY-JS」（中文版則命名為「FY-JS狙擊步槍」；該誤稱是由於DICE誤將中國大陸軍事網站「飛揚軍事」的水印誤作槍名而得名），槍身印有「中国特种部队」的字樣，被歸類為狙击步枪，奇怪地發射5.8×42毫米DBP-10子彈，載彈量10+1發。單人模式之中由中国人民解放军所使用，亦可於解鎖以後由美国海军陆战队精英小隊「墓碑」隊長丹尼爾·雷克（Daniel Recker）所使用或戰鬥期間所繳獲；多人聯機模式時為「偵察兵」（Recon）的解鎖武器包武器之一，於完成小任務「偵察專家」（獲得神射手勳帶50次、使用任何一種狙擊步槍擊殺200 人和獲得狙擊步槍勳帶10次）時解鎖，預設使用CL6X（放大6倍）附件，並可以使用變焦視鏡（放大14倍）、腳架、JGM-4（放大4倍）、斜視金屬瞄準器、直拉式槍機、土狼、雷射瞄準器、LS06消音器、稜鏡（放大3.4倍）、手電筒、防火帽、HD-33、彈道（放大40倍）、测距仪以及七件戰鬥包附件（ACOG（放大4倍）、FLIR（紅外線放大2倍）、全像、消光器、綠點雷射瞄準器、紅外線夜視鏡（紅外線放大1倍）、眼鏡蛇、M145（放大3.4倍）、PBS-4消音器、雷射／燈光組合、PKA-S、PK-A（放大3.4倍）、PKS-07（放大7倍）、PSO-1（放大4倍）、R2消音器、反射式、步槍瞄具（放大8倍）、消音器、戰術燈、三光束雷射、獵人（放大20倍）當中之七）的附件。

## 資料來源
1. ↑  .   [2020-04-05]. （原始内容存档于2020-03-21）.
2. 1 2  《兵器知识》杂志 2013年8月号

- （简体中文）—D Boy Gun World（槍炮世界）—CS/LR3狙击步枪 （页面存档备份，存于）
- （简体中文）—让子弹更精确地飞 （页面存档备份，存于）（作者:尤海峰）

## 外部連結
- （英文）—China Defence Blog—
  - PLA'S NEW SNIPER RIFLE （页面存档备份，存于）
  - China new bolt action sniper rifle FY-JS （页面存档备份，存于）
- （英文）—China Defense Blog－Photos of the day: JS 5.8mm Sniper Rifle （页面存档备份，存于）
- （英文）—Chinese Infantry Heavy Weapon & Small Arms | China Defense Mashup
- （简体中文）—人民网—组图：走进2009北京警用装备展览会-枪械篇 (11) （页面存档备份，存于）
- （简体中文）—军事前沿—警展最新现场照!拍到女观众在耍6管机枪(12)